# Eucephalacris borellii
Eucephalacris borellii är en insektsart som först beskrevs av Giglio-tos 1897.  Eucephalacris borellii ingår i släktet Eucephalacris och familjen gräshoppor. Inga underarter finns listade i Catalogue of Life.